# Cydistomyia longirostris
Cydistomyia longirostris är en tvåvingeart som först beskrevs av Schuurmans Stekhoven 1926.  Cydistomyia longirostris ingår i släktet Cydistomyia och familjen bromsar. Inga underarter finns listade i Catalogue of Life.